# Qamar Aden Ali
Qamar Aden Ali (19 septembre 1957, Banaadir - 3 décembre 2009, Mogadiscio) est une juriste et femme politique somalienne.
Après avoir suivi l'enseignement primaire et secondaire en Somalie, Qamar Aden Ali a étudié les sciences politiques en République démocratique allemande puis le droit à Londres. Devenue citoyenne britannique, elle décide cependant de retourner vivre en Somalie au milieu des années 1990.
En 2004, elle devient ministre de la santé du Gouvernement fédéral de transition. C'est à ce titre qu'elle est présente le 3 décembre 2009 lors d'une remise de diplômes dans un hôtel de Mogadiscio. Cette cérémonie est le théâtre d'un attentat lors duquel elle est assassinée aux côtés de 24 autres victimes.